# Golpe de Estado no Iêmen em 2014-2015
O golpe de Estado no Iêmen em 2014-2015, também conhecido como Revolução de 21 de Setembro, foi uma tomada de poder pelos houthis, um grupo de combatentes zaiditas liderado por Abdul Malik al-Houthi, que removeu   o governo do Iêmen do poder, começando com a renúncia do primeiro-ministro Mohammed Basindawa após os insurgentes houthis invadirem a capital iemenita Sanaa em 21 de setembro de 2014, escalando com a renúncia do presidente Abd Rabbuh Mansur Hadi e seus ministros em 22 de janeiro de 2015, depois que forças houthis tomaram o palácio e a residência presidencial e principais instalações militares, e culminando com a dissolução do Parlamento e a formação de um conselho governante pelos militantes houthis em 6 de Fevereiro de 2015. A autoridade interina liderada pelos houthis não foi reconhecida internacionalmente, e tem enfrentado oposição interna generalizada.
Os distúrbios começaram em 18 de agosto de 2014, uma vez que os houthis se aproveitaram de uma remoção aplicada pelo governo dos subsídios aos combustíveis para convocar protestos em massa. Em 21 de setembro, uma vez que os houthis assumiram o controle da Sana, o exército do Estado não interveio formalmente já que a divisão da orientação moral das forças armadas declarou seu "apoio à revolução do povo". As tropas que combatiam os houthis em uma tentativa frustrada de parar seu avanço eram afiliadas com o general Ali Mohsen al-Ahmar e o partido conservador sunita Al-Islah. Depois de obter o controle sobre importantes edifícios governamentais em Sana, os houthis e governo assinaram um acordo mediado pelas Nações Unidas em 21 de setembro para formar um "governo de unidade".
Os distúrbios tomaram um rumo dramático em janeiro de 2015, quando os combatentes houthis assumiram o controle do palácio presidencial e a residência de Hadi, em um esforço para ganhar mais influência sobre o governo e na elaboração de uma nova Constituição. Em 22 de janeiro, Hadi e seu governo renunciaram em massa, ao invés de cumprir as exigências dos houthis. Três semanas depois, os houthis declararam que o parlamento seria dissolvido e instalaram um Comitê Revolucionário como a autoridade interina, embora concordassem em manter a Câmara dos Representantes em vigor duas semanas mais tarde, como parte de um acordo de partilha de poder.

## Eventos

### 2014: Queda de Sana

#### Houthis capturam a capital
Em 18 de setembro, os rebeldes houthis entraram em confronto com milicianos Al-Islah em Sana, e até 21 de setembro, avançaram profundamente na cidade, capturando as sedes governamentais. Isso resultou na renúncia do primeiro-ministro Mohammed Basindawa, que acusou segmentos das forças armadas e do governo de apoiar a revolta e condenou Hadi. Os houthis, juntamente com vários outros grupos políticos iemenitas, assinaram um acordo intitulado do Acordo de Paz e de Parceria que previa a formação de um novo governo de unidade.
Até 22 de setembro, pelo menos 340 pessoas foram mortas em combates em Sana. Os combates continuaram mesmo após a assinatura do acordo de partilha de poder.

#### Governo sob pressão
Ahmad Awad Bin Mubarak, o chefe de gabinete do presidente Abd Rabbuh Mansur Hadi, foi inicialmente nomeado como sucessor de Basindawa em 7 de outubro, mas recusou o cargo sob pressão dos houthis. Os combates deixaram 123 combatentes mortos de ambos os lados.
Em 9 de outubro, um homem-bomba atravessou a Praça Tahrir pouco antes de um grande comício que estava programado para começar. O ataque matou 47 pessoas e feriu outras 75, na sua maioria apoiantes dos houthis. As autoridades do governo acreditam que o ataque foi perpetrado pela Al-Qaeda na Península Arábica, um rival, tanto do governo iemenita e como dos houthis.
Khaled Bahah foi nomeado como primeiro-ministro por Hadi no dia 13 de outubro, com a concordância dos houthis, preenchendo o lugar deixado vago pela renúncia sob pressão de Basindawa no mês anterior.
Em 7 de novembro, o Conselho de Segurança das Nações Unidas colocou sanções ao ex-presidente Ali Abdullah Saleh e dois comandantes houthis, Abdullah Yahya al Hakim e Abd al-Khaliq al-Huthi, por obstruir o processo político iemenita. O partido político de Saleh, o Congresso Geral do Povo, despojou o presidente Abd Rabbuh Mansur Hadi de suas posições partidárias, em resposta, acusando-o de instigar as sanções.
O novo governo solicitado pelo Acordo de Paz e de Parceria foi empossado em 9 de novembro. No entanto, os houthis e o Congresso Geral do Povo se recusaram a participar do novo governo.
Os houthis continuaram a exercer sua força em dezembro, bloqueando a entrada do general Hussein Khairan em seu cargo depois que Hadi o nomeou como chefe do Exército pelas suas objeções e acusando o presidente de "corrupção". Eles também supostamente sequestraram o ativista Shadi Khasrouf em Sana  em meio a manifestações na cidade exigindo sua saída. Bahah avisou que ele e seu governo poderiam renunciar pela interferência dos houthis nas instituições do Estado, que incluíam também a expulsão dos oficiais superiores da companhia estatal de petróleo de seus cargos, o impedimento do diretor do porto de Al Hudaydah de entrar em seu cargo, e a demissão de quatro governadores provinciais.

### 2015: Hadi renuncia

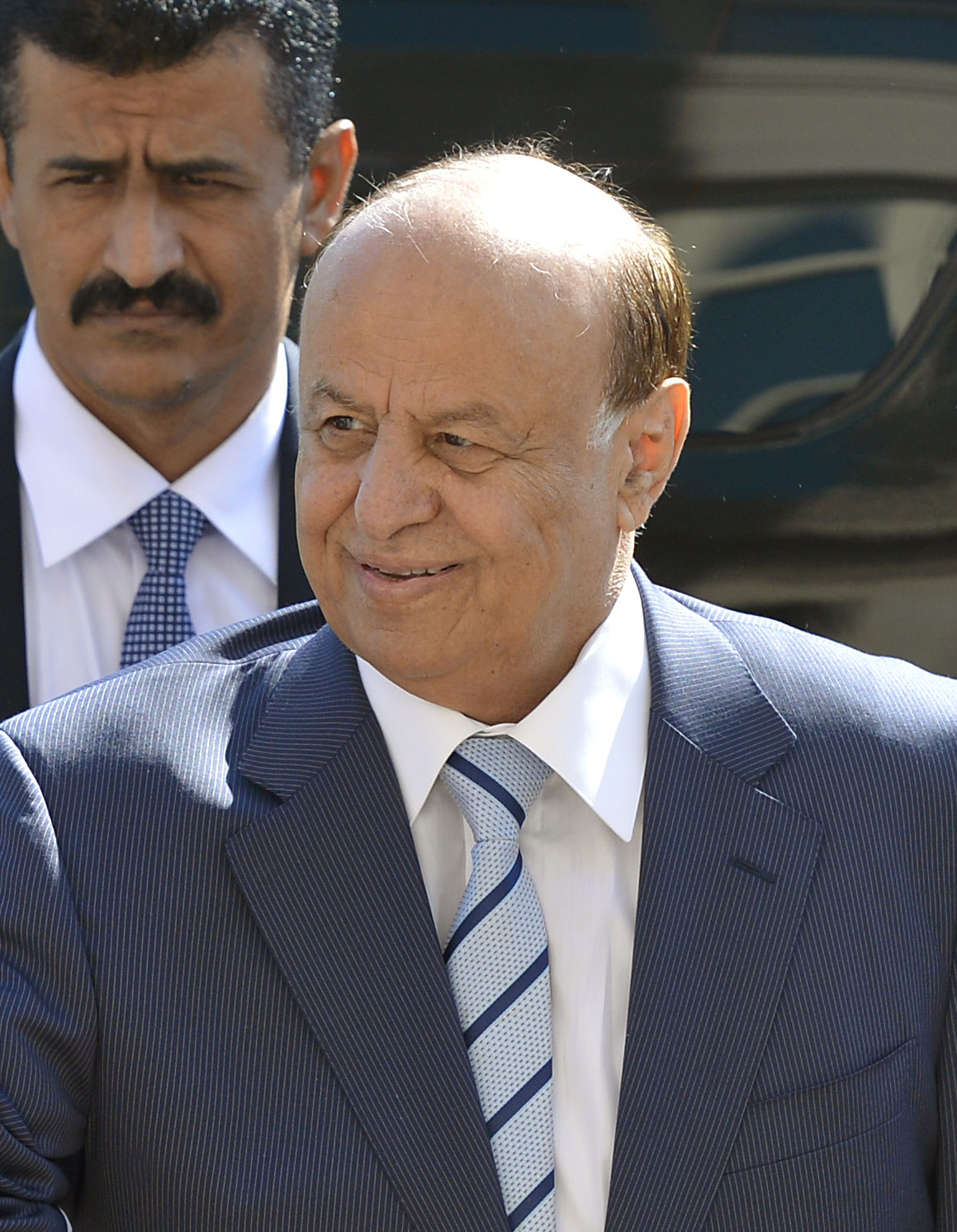
Presidente Abd Rabbuh Mansur Hadi, que renunciou em 22 de janeiro de 2015.

#### Governo deposto
Em 18 de janeiro de 2015, os Houthis sequestraram Ahmad Awad bin Mubarak, chefe do estado maior do presidente, em uma disputa sobre uma proposta para a nova Constituição para o país. O grupo rejeitou o projeto de Constituição, que foi divulgado no mesmo dia e propunha dividir o Iêmen em seis regiões federais, impondo limites de mandato presidencial, a criação de uma legislatura bicameral e a proibição de partidos políticos com base em filiação religiosa ou étnica. Em vez disso, expressaram o desejo do Iêmen ser dividido em duas regiões federais: uma no norte e outra no sul.
Em 19 de janeiro, militantes houthis cercaram a residência do primeiro-ministro em Saná. Violentos confrontos entre os rebeldes e a Guarda Presidencial eclodiram no início do dia em que pelo menos oito pessoas foram mortas antes de uma trégua ser acordada. Um ativista houthi, Hussain Albukhaiti, afirmou que o grupo havia sido "provocado" nos combates de segunda-feira depois que duas de suas posições foram atacadas. Os houthis também tomaram a sede da Yemen TV e da Saba News Agency. Eles acusaram Hadi de renegar suas promessas em relação ao projeto de constituição e de armar a al-Qaeda, enquanto oficiais do governo descreveram as ações dos houthis como um "avanço em direção a um golpe de Estado".
Em 20 de janeiro, as forças leais aos Houthis atacaram a residência do presidente e entraram no palácio presidencial. O presidente Abd Rabbuh Mansur Hadi estava dentro da residência, uma vez que ficou sob "bombardeio pesado" por meia hora, porém saiu ileso e protegido por guardas, de acordo com o Ministro da Informação Nadia al-Sakkaf. Os guardas presidenciais entregaram a residência depois de ter sido assegurado que Hadi poderia se retirar de forma segura. Dois guardas foram mortos durante o ataque. Os rebeldes percorreram as ruas de Saná a pé e em picapes montadas com armas antiaéreas, guarneceram postos de controle em toda a cidade e perto da residência do primeiro-ministro e reforçaram a sua presença em torno de outros edifícios importantes, incluindo a sede da inteligência. O Conselho de Segurança da ONU convocou uma reunião de emergência sobre o desenrolar dos acontecimentos. O Secretário-Geral das Nações Unidas Ban Ki-moon expressou preocupação com a "deterioração da situação" no Iêmen e exortou todas as partes a cessarem as hostilidades. Abdul-Malik al-Houthi, líder do movimento Houthi, fez um longo discurso na televisão iemenita exigindo que Hadi avançasse mais rapidamente para implementar as mudanças políticas exigidas pelos Houthis, bem como ameaçou um ataque armado em Ma'rib, uma cidade rebelde no centro do Iêmen. No dia seguinte, os guardas dos houthis assumiram o controle da residência de Hadi, embora um oficial houthi afirmasse que o presidente estava livre para entrar e sair quando quisesse. Fontes militares iemenitas disseram que os Houthis também tomaram a faculdade de aviação militar localizada perto de casa de Hadi e a principal base de mísseis em Saná sem luta.
As autoridades locais na cidade portuária de Áden, no sul do Iêmen, responderam à tomada do palácio e da residência presidencial pelos houthis, fechando seus aeroportos, portos e passagens terrestres. O comitê de segurança local da cidade chamou os movimentos dos houthis de um "golpe agressivo contra a pessoa do presidente e ao processo político como um todo".
Em 21 de janeiro, um cessar-fogo entre os houthis e as forças governamentais foi acordado após combates em torno do palácio presidencial, que deixaram nove mortos e 67 feridos e levaram o primeiro-ministro Khaled Bahah a se esconder depois de ter sido supostamente baleado ao sair de uma reunião com Hadi e os houthis. O cessar-fogo encontrou uma série de exigências rebeldes, incluindo a expansão da representação dos houthis em instituições parlamentares e estaduais. Em troca, os rebeldes afirmaram que iriam recuar de suas posições e libertar o chefe do estado maior do presidente. No entanto, o cessar-fogo seria de curta duração.
Em 22 de janeiro, Hadi e Bahah apresentaram suas renúncias, dizendo que as circunstâncias no Iêmen tinham sido alteradas pelo avanço dos houthis à capital, em setembro de 2014; Bahah declarou que renunciou para "evitar ser arrastado para um abismo de políticas não construtivas com base em nenhuma lei". Embora altas autoridades dos houthis supostamente saudaram a renúncia de Hadi, uma declaração da liderança Houthi afirmou que o parlamento do país teria de aprová-la, a fim de torná-la efetiva.

A bandeira dos Houthis, com o slogan (em árabe) "Deus é Grande, Morte à América, Morte a Israel, Maldição sobre os Judeus, Vitória ao Islã".

#### Vazio de poder
Na sequência das renúncias, oficiais de segurança em Áden e de outras cidades do sul teriam declarado que não aceitariam mais ordens de Sana, com alguns relatos indicando que buscariam um sul independente.
Milhares manifestaram em Áden, Al Hudaydah, Ibb e Ta'izz, entre outras cidades, contra o golpe dos houthis em 23 de janeiro, com manifestantes em Áden hasteado a bandeira do Iêmen do Sul sobre o Aeroporto Internacional de Áden e vários prédios do governo. Uma figura proeminente dos houthis renunciou ao movimento, dizendo no Facebook que preferiria servir como um mediador já que os houthis haviam se tornado "a autoridade pública" no Iêmen. Porém dezenas de milhares manifestariam em Saná em apoio aos Houthis, convergindo na estrada do aeroporto. Eles levantavam bandeiras verdes e cartazes proclamando seu slogan - "Morte à América, morte a Israel, uma maldição sobre os judeus e vitória ao Islã".
A Reuters informou em 25 de janeiro que vários líderes do Movimento do Sul haviam anunciado a secessão do sul, embora ninguém declarasse para toda a região. Além disso, uma sessão parlamentar especial marcada para os legisladores considerarem a possibilidade de aceitar ou rejeitar a renúncia de Hadi foi cancelada. Os milicianos houthi também teriam rompido um protesto perto da Universidade de Saná, espancando e prendendo vários jornalistas no processo.
Bin Mubarak teria sido libertado pelos houthis no dia 27 de janeiro. Ele foi entregue a tribos locais na província de Shabwa, de acordo com um representante do grupo. No mesmo dia, em um discurso televisionado o líder Houthi, Abdul Malik Al Houthi convocou para uma reunião em Sana em 30 de janeiro entre facções políticas e líderes tribais para tentar acabar com a incerteza política. A maioria das facções boicotaram a reunião, com apenas o Congresso Geral do Povo de Ali Abdullah Saleh se juntando as discussões. Al Houthi teria proposto um "conselho presidencial de transição" de seis membros  com representação paritária do norte e do sul, mas a Al Jazeera afirmou que o Movimento do Sul recusou-se a participar das conversações e centenas protestaram em Áden contra a proposta. O Movimento do Sul também anunciou que iria se retirar das negociações mediadas pelas Nações Unidas para um acordo de partilha do poder, chamando-as de "inútil".
Perto do fim de janeiro, vários meios de comunicação baseados nos Estados Unidos relataram que o governo dos Estados Unidos havia tentado aproximar-se dos houthis em um esforço para estabelecer uma relação de trabalho com o grupo, apesar da sua posição oficial antiamericana.
Em 1º de fevereiro, último dia da "conferência nacional" convocada em Saná pelos houthis, o grupo emitiu um ultimato para as facções políticas do Iêmen avisando que, se não "chegassem a uma solução para a atual crise política", então a "liderança revolucionária" Houthi assumiria a autoridade formal sobre o Estado. Os houthis também teriam adquirido 10 aviões de guerra e munições, que armazenavam em sua base em Sadá.

#### Houthis tomam o governo
Após cerca de uma semana de negociações entre os houthis e outras facções políticas iemenitas, um representante houthi anunciou na televisão do Palácio Republicano em Sana que a partir de 6 de fevereiro, o grupo estava tomando o controle do país. A declaração afirmou que a Câmara dos Representantes seria dissolvida e um "conselho presidencial" seria formado para conduzir o Iêmen por dois anos, enquanto que os "comitês revolucionários" seriam encarregados de formar um novo parlamento com 551 membros. O ministro da Defesa Mahmoud al-Subaihi foi colocado no comando de um Comitê Supremo de Segurança, enquanto Mohammed Ali al-Houthi se tornou presidente atuando como o chefe do Comitê Revolucionário.
As Nações Unidas se recusaram a reconhecer o anúncio. Mohammed al-Sabri da oposição previu que o "golpe" dos houthis levaria ao isolamento internacional do Iêmen. O Conselho de Cooperação do Golfo também condenou o golpe, e os Estados Unidos rejeitaram a declaração. Houve protestos em Áden, Ta'izz, e outras grandes cidades, bem como na capital, no dia 7 de fevereiro.
Em entrevista ao The New York Times em Sana, o alto oficial dos houthis Saleh Ali al-Sammad rejeitou a caracterização da tomada de poder de seu grupo armado como um golpe de Estado. Ele afirmou que os houthis estavam prontos para trabalhar com as demais facções políticas no Iêmen e outros países, incluindo os Estados Unidos.

## Alegações de influência externa

### Irã
Os houthis são provenientes da grande minoria xiita do Iêmen, e os oponentes sunitas do grupo militante há muito tempo os acusam de laços estreitos com o Irã, o maior Estado liderado pelos xiitas no Oriente Médio e um rival tradicional da Arábia Saudita, vizinho e maior aliado do Iêmen. O aumento do poder dos houthis em Sana foi interpretado por muitos analistas como uma bênção para a influência iraniana na região. Em declarações à Al Arabiya após o anúncio dos houthis de que o Parlamento seria dissolvido e um conjunto de conselhos dominantes formado para governar o Iêmen, um político da oposição comparou a tomada de poder com a Revolução Iraniana e chamou isso de "uma extensão do projeto iraniano".
A Reuters citou uma "autoridade iraniana", em dezembro de 2014, dizendo que a Força Quds iraniana tinham "algumas centenas" de militares no Iêmen treinando combatentes houthis.
O porta-voz da Casa Branca, Josh Earnest, disse em janeiro de 2015 que não ficou claro se o Irã estava “exercendo comando e controle” sobre os houthis, embora descrevesse o governo dos Estados Unidos como "preocupado" com os laços relatados entre eles. No mês seguinte, Secretário de Estado dos Estados Unidos John Kerry afirmou que o Irã "contribuiu" para a tomada de poder dos houthis e o colapso do governo iemenita.

### Ali Abdullah Saleh

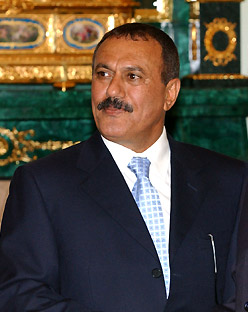
Ali Abdullah Saleh, presidente de longa data do Iêmen que foi deposto após uma revolução de 2011.

O ex-presidente do Iêmen, Ali Abdullah Saleh, manteve uma influência significativa na política do país desde a renuncia. Numerosos relatos da mídia têm sugerido uma ligação entre Saleh e o crescente poder dos houthis, com a Al Jazeera até mesmo alegando ter recebido uma fita vazada de uma conversa por telefone entre Saleh e um líder houthi coordenando táticas em outubro de 2014, após a queda de Sana. O portal de notícias online com sede em Londres, Middle East Eye, cita uma "fonte próxima ao presidente" não identificada, alegando que Saleh e seu filho Ahmed, o embaixador do Iêmen para os Emirados Árabes Unidos, receberam até $ 1 bilhão dos Emirados Árabes Unidos para distribuir para os houthis em sua campanha contra o governo de Hadi. Um relatório da ONU em fevereiro 2015 concluiu que Saleh "deu apoio direto" para os houthis durante a sua tomada da capital, ordenando aos seus apoiantes para não impedir seus combatentes e orientando seu filho, o ex-comandante militar Ahmed Ali Saleh, para ajudá-los de alguma forma.
O partido de Saleh, o Congresso Geral do Povo, juntou-se aos houthis em boicotar o "governo de unidade", pelo qual Hadi concordou sob pressão depois da tomada das sedes governamentais pelos houthis. A retirada do processo político mediado atraiu rápidas sanções contra Saleh e líderes houthis tanto dos Estados Unidos e das Nações Unidas no início de novembro.
O Congresso Geral do Povo inicialmente se opôs a "declaração constitucional" dos houthis em 6 de fevereiro de 2015. No entanto, o partido anunciaria dez dias depois que retirou sua objeção.

## Consequências
Na sequência do golpe de Estado dos Houthis, vários países ocidentais e asiáticos fecharam suas embaixadas em Saná. O Conselho de Segurança das Nações Unidas aprovou uma resolução lamentando a tomada de poder do grupo e o secretário-geral da ONU, Ban Ki-moon, e o Conselho de Cooperação do Golfo pediram abertamente pelo restabelecimento de Abd Rabbuh Mansur Hadi como presidente.
O enviado das Nações Unidas Jamal Benomar mediou as conversações entre os houthis e as outras principais facções no Iêmen após a "declaração constitucional". Ele anunciou um acordo provisório em 20 de fevereiro, que inclui a continuidade da Câmara dos Representantes e a formação de um "conselho de transição popular" que representaria os sulistas, as mulheres, os jovens e outros grupos minoritários. No entanto, no dia seguinte, Hadi conseguiu deixar a sua residência em Saná e viajar para Áden, na costa sul, onde declarou que ainda era presidente sob a Constituição iemenita e condenou o golpe.